# Høker
En høker var en person, der under beskedne former solgte levnedsmidler og andre varer. Ordet bruges første gang i 1400-tallet, og indtil 1800-tallet var der tale om omvandrende handlende med eller uden torveplads. I anden halvdel af 1800-tallet fik flere høkere forretning. Hvis høkeren kun solgte levnedsmidler, kaldtes han spækhøker, da spæk var den vigtigste af hans varer. Fra 1840 ansøgte spækhøkerne om at blive kaldt høker for at slippe af med det tyske ord. Flere og flere foretrak titlen viktualiehandler.
Det var denne type handlende, der først solgte leverpostej – især efter opførelsen af eksportsvineslagterierne på Christianshavn (1864) og på Østerbro (1866) - hvor der blev svinelever til overs, når baconet var eksporteret til England.
På nudansk bruges ordet høker spøgende eller nedsættende.